# Wenko Filipcze
Wenko Filipcze, mac. Венко Филипче (ur. 13 czerwca 1977 w Skopju) – macedoński polityk, lekarz i nauczyciel akademicki, w latach 2017–2022 minister zdrowia, od 2024 przewodniczący Socjaldemokratycznego Związku Macedonii.

## Życiorys
W 2001 ukończył studia medyczne na Uniwersytecie Świętych Cyryla i Metodego w Skopju. W 2008 uzyskał specjalizację z neurochirurgii, a w 2011 magisterium w tej dziedzinie. Doktoryzował się w 2015. W ramach praktyki lekarskiej przebywał w ośrodkach w Austrii, Serbii, USA i Turcji. Jako lekarz specjalizował się także w zakresie neuroradiologii interwencyjnej (2012). Zajął się również z działalnością akademicką, w 2004 został asystentem na macierzystej uczelni. Doszedł na niej do stanowiska profesora. Był sekretarzem krajowego towarzystwa neurochirurgii.
Zaangażował się w działalność polityczną w ramach Socjaldemokratycznego Związku Macedonii. W 2017 został doradcą premiera do spraw zdrowia. W tym samym roku objął urząd ministra zdrowia, który sprawował do 2022; pełnił tę funkcję m.in. w okresie światowej pandemii COVID-19. W wyborach w 2024 uzyskał mandat posła do Zgromadzenia Republiki Macedonii Północnej. W czerwcu tego samego roku został nowym przewodniczącym socjaldemokratów.